# Alice Neel
Alice Neel (n. 28 ianuarie 1900, Gladwyne⁠(d), Comitatul Montgomery, Pennsylvania, Pennsylvania, SUA – d. 13 octombrie 1984, New York City, New York, SUA) a fost o pictoriță americană. Recunoscută pentru picturile sale cu prieteni, familie, iubiți, poeți, artiști și necunoscuți, Neel este considerată unul dintre cei mai mari portretiști americani ai secolului al XX-lea. Cariera sa s-a întins pe șapte decenii.
Picturile sale sunt caracterizate de o utilizare expresionistă a liniei și a culorii, pătrundere psihică și intensitate emoțională. Neel a urmat o carieră de pictor figurativ într-o perioadă în care abstracționismul era favorizat, și nu a început să primească laude din partea criticilor până în anii 1960. Lucrările sale contrazic și sfidează reprezentările tradiționale și obiectificate ale nudurilor feminine realizate de predecesorii săi bărbați. Acest lucru se datorează reprezentării femeilor prin intermediul unei perspective feminine, ilustrându-le ca fiind conștiente de obiectificarea de către bărbați, și de efectele demoralizatoare ale perspectivei masculine.

## Copilărie
Alice Neel s-a născut pe 28 ianuarie 1900, în Merion Square, Pennsylvania. Tatăl ei a fost George Washington Neel, contabil la Pennsylvania Railroad, iar mama ei a fost Alice Concross Hartley Neel. La mijlocul anului 1900, familia ei s-a mutat în orașul rural Colwyn, Pennsylvania. Tânăra Alice a fost al patrulea din cinci copii, cu trei frați și o soră. Frații ei s-au numit Hartley, Albert, Lillian și George Washington Jr. Fratele ei mai mare, Hartley, a murit de difterie la scurt timp după nașterea ei. Avea opt ani. A fost crescută într-o familie simplă din clasa de mijloc inferioară, într-o perioadă în care existau așteptări și oportunități limitate pentru femei. Mama ei i-a spus: „Nu știu ce te aștepți să faci în lume, ești doar o fată”. De la o vârstă fragedă, Alice și-a dorit să fie artistă, chiar dacă a fost puțin expusă la artă.
În 1918, după absolvirea liceului, a susținut examenul de funcționar public, și a obținut un post bine plătit pentru a-și ajuta părinții. După trei ani de muncă, Neel s-a înscris la programul de arte plastice Philadelphia School of Design for Women, în 1921. În lucrările sale studențești a respins impresionismul, stilul popular la acea vreme, și a îmbrățișat în schimb Școala Ashcan de Realism. Se crede că această influență a venit de la una dintre cele mai proeminente figuri ale timpului, Robert Henri. Neel a absolvit Philadelphia School of Design for Women în 1925.

## Carieră
În 1924, Neel l-a cunoscut pe Carlos Enríquez, un pictor cubanez din clasa superioară, la școala de vară din Chester Springs, organizată de Pennsylvania Academy of the Fine Arts. Cuplul s-a căsătorit la 1 iunie 1925, în Colwyn, Pennsylvania. Neel s-a mutat curând la Havana pentru a locui cu familia lui Enríquez. În Havana, Neel a fost îmbrățișată de avangarda cubaneză în plină dezvoltare, un grup de tineri scriitori, artiști plastici și muzicieni. În acest mediu, Neel a dezvoltat bazele conștiinței sale politice și angajamentului său față de egalitate. Neel a declarat ulterior că a avut prima sa expoziție solo la Havana, dar nu există date sau locații care să confirme acest lucru. În martie 1927, Neel a expus împreună cu soțul ei la cel de-al 12-lea Salon des Bellas Artes. Această expoziție i-a inclus, de asemenea, pe Eduardo Abela, Víctor Manuel García Valdés, Marcelo Pogolotti și Amelia Peláez, care făceau parte din Mișcarea Vanguardia cubaneză. În această perioadă, ea avea șapte servitori și locuia într-un conac.

### Dificultăți personale

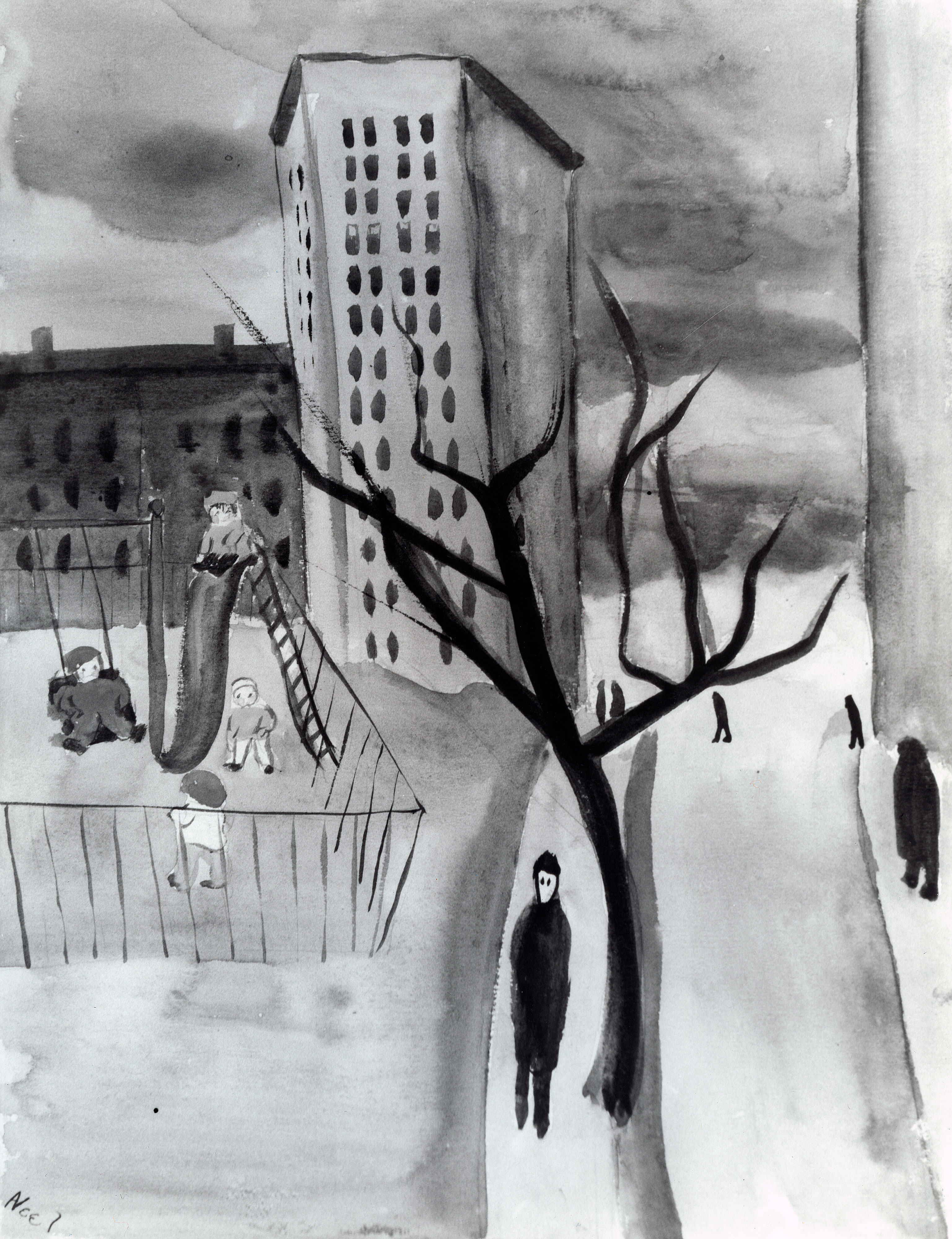
După moartea copilului (1927)

Fiica lui Neel, Santillana, s-a născut la 26 decembrie 1926, în Havana. Cu toate acestea, în 1927, cuplul s-a întors în Statele Unite pentru a locui în New York. Cu doar o lună înainte ca Santillana să împlinească un an, aceasta a murit de difterie. Trauma provocată de moartea Santillanei a influențat conținutul picturilor lui Neel, stabilind un precedent pentru temele maternității, pierderii și anxietății care au impregnat lucrările sale pe durata întregii cariere. La scurt timp după moartea lui Santillana, Neel a rămas însărcinată cu al doilea copil. Pe 24 noiembrie 1928, Isabella Lillian (poreclită Isabetta) s-a născut în New York. Nașterea Isabellei a fost sursa de inspirație pentru lucrarea lui Neel, Well Baby Clinic, un portret sumbru al mamelor și bebelușilor dintr-o maternitate care amintește mai mult de un azil de nebuni decât de o creșă.
În primăvara anului 1930, Carlos dăduse impresia că pleacă peste mări pentru a-și căuta un apartament la Paris. În schimb, s-a întors în Cuba, luând-o pe Isabetta cu el. În timpul absenței lui Enriquez, Neel și-a închiriat apartamentul din New York, și a călătorit pentru a lucra în atelierul prietenelor și colegelor sale pictorițe, Ethel V. Ashton și Rhonda Myers.
Plângând pierderea soțului și a fiicei sale, Neel a avut o cădere nervoasă, a fost spitalizată și a încercat să se sinucidă. A fost internată în secția de sinucideri a Spitalului General din Philadelphia. Considerată stabilă aproape un an mai târziu, Neel a fost externată din sanatoriu în 1931, și s-a întors acasă la părinții ei. După o vizită prelungită cu prietena sa apropiată și subiect frecvent, Nadya Olyanova, Neel s-a întors la New York.

### Maturizarea artistică

Familia spaniolă (1943)

Neel a avut o relație cu un bărbat pe nume Kenneth Doolittle, un marinar dependent de heroină. În 1934, acesta i-a ars 350 de picturi și desene. În această perioadă, soțul ei, Carlos, i-a propus să se reunească, deși în cele din urmă cuplul nu s-a reîntregit, și nici nu a intentat oficial divorț.
Neel a avut întâlniri cu artiști, intelectuali și lideri politici ai Partidului Comunist din SUA, toți aceștia devenind subiecte pentru picturile sale. Lucrările sale glorificau subversiunea și sexualitatea, înfățișând scene capricioase cu îndrăgostiți, precum o acuarelă realizată de ea în 1935, Alice Neel and John Rothschild in the Bathroom, care prezenta o pereche de nuduri urinând. În anii 1930, Neel și-a câștigat o reputație ca artistă și și-a stabilit o poziție bună în cercul său de intelectuali ai Partidului Comunist. Deși Neel nu a fost niciodată un membru oficial al partidului, afilierea și simpatia ei față de idealurile comunismului au rămas constante. În anii 1930, Neel s-a mutat în Harlemul spaniol, și a început să-și picteze vecinii, în special femei și copii.
În anii 1940, Neel a realizat ilustrații pentru publicația comunistă Masses & Mainstream, și a continuat să picteze portrete din locuința sa. Cu toate acestea, în 1943, agenția Works Progress Administration a încetat să mai lucreze cu Neel, ceea ce a îngreunat munca artistei de a-și întreține familia. În această perioadă, Neel fura din magazine și primea ajutor social pentru a se descurca. Între 1940 și 1950, arta lui Neel a dispărut practic din galerii, cu excepția unei expoziții personale din 1944. În anii 1950, prietenia ei cu Mike Gold și admirația acestuia pentru lucrările ei realiste i-au adus o expoziție la New Playwrights Theatre, de inspirație comunistă. În 1959, Neel a apărut chiar și într-un film, după ce regizorul Robert Frank i-a cerut să apară alături de Allen Ginsberg în filmul său, Pull My Daisy. În anul următor, lucrările sale au fost reproduse pentru prima dată în revista ARTnews.
Până la mijlocul anilor 1960, multe dintre prietenele lui Neel au rămas însărcinate, ceea ce a inspirat-o să picteze o serie de portrete nud ale acestor femei. Portretele evidențiază, în loc să ascundă, schimbările fizice și anxietățile care însoțesc sarcina. Când a fost întrebată de ce pictează nuduri de gravide, Neel a răspuns:
|  | Simt că este un subiect perfect legitim, iar oamenii, dintr-o falsă modestie sau din fățărnicie, nu îl arată niciodată, dar este un fapt fundamental al vieții. De asemenea, din punct de vedere plastic, este foarte incitant... Cred că face parte din experiența umană. Un aspect pe care primitivii l-au reprezentat, dar de care pictorii moderni s-au ferit, deoarece femeile au fost întotdeauna considerate obiecte sexuale. O femeie însărcinată are o revendicare; ea nu este de vânzare. |

### Ultimii ani
În 1970, Neel a pictat-o pe Kate Millet, autoarea cărții Sexual Politics (1970), un text important al feminismului celui de-al doilea val. Neel a realizat tabloul folosind fotografii ale activistei, deoarece aceasta refuzase să pozeze pentru ea. Kate Millett a fost menționată în numărul din 25 septembrie 2017 al Time, în care revista s-a referit la ea ca la „marea preoteasă” a feminismului, și la Sexual Politics ca la Biblia feminismului.
Neel s-a pictat în al optzecelea an de viață, așezată pe un scaun în atelierul ei. Se prezenta complet goală, purtând ochelari și ținând o pensulă în mâna dreaptă. Culoarea albă a părului și numeroasele cute și pliuri ale pielii îi indicau vârsta înaintată. Portretul a fost finalizat în 1980, dar ea începuse să îl picteze cu cinci ani mai devreme, înainte de a-l abandona pentru o perioadă de timp. Cu toate acestea, a fost încurajată de fiul ei Richard să îl finalizeze, și a revenit la el la începutul anilor '80, fiind invitată să ia parte la o expoziție de autoportrete la Harold Reed Gallery din New York. Când autoportretul neconvențional al lui Neel a fost expus, a atras o atenție considerabilă. Neel s-a pictat într-o manieră veridică, expunându-și sânii și abdomenul. Încă o dată, ea a sfidat normele sociale privind ceea ce era acceptabil să fie descris în artă. Autoportretul ei a fost una dintre ultimele sale lucrări înainte de a muri.
La 13 octombrie 1984, Neel a murit în compania familiei sale, în apartamentul său din New York, din cauza unui cancer avansat de colon.